# Наньнин
Наньни́н (кит. упр. 南宁, пиньинь Nánníng; чжуанск. Nanzningz) — городской округ в Гуанси-Чжуанском автономном районе КНР, экономический, административный и культурный центр Гуанси-Чжуанского автономного района, находится в юго-западной части района. Национальные меньшинства составляют 57,85％ от всего населения, в том числе чжуаны — 57,14％.

## География
Наньнин располагается в южной части ГЧАР, в 160 километрах от границы с Вьетнамом. Общая площадь 22,293 км².
Городской округ располагается на северном берегу реки Юнцзян (основном притоке реки Сицзян), и лежит в 30 километрах от места слияния рек Юйцзян и Цзоцзян. Река Юнцзян (которая затем становится рекой Юйцзян) представляет собой прекрасный маршрут следования в Гуанчжоу, является судоходной для джонок и моторных судов даже при наличии насыпей.
Наньнин расположен в холмистой местности с перепадами высоты над уровнем моря от 70 до 500 метров. Над южной частью его территории возвышается гора Цинсю.

### Климат
По классификации Кёппена климат Наньнина — влажный субтропический. Лето жаркое и влажное. Средняя температура лета (июля и августа) — 33 °C. Зимы — влажные и холодные, минимальные температуры января — 10 °C. Среднегодовое количество осадков — 1372 мм (Источник: Мировой климат).
| Наньнин (1971-2000): средние метеорологические показатели                                                 |      |      |      |      |       |       |       |       |       |      |      |      |        |
| Месяц | Янв  | Фев  | Мар  | Апр  | Май   | Июн   | Июл   | Авг   | Сен   | Окт  | Ноя  | Дек  | За год |
| Средн. макс. °C                                                                                           | 16.9 | 18.0 | 21.5 | 26.6 | 30.4  | 32.1  | 32.9  | 32.7  | 31.6  | 28.4 | 24.1 | 20.2 | 26.3   |
| Средн. мин. °C                                                                                            | 10.0 | 11.5 | 15.0 | 19.6 | 22.8  | 24.9  | 25.4  | 25.2  | 23.6  | 20.2 | 15.3 | 11.3 | 18.7   |
| Осадки мм                                                                                                 | 35.3 | 42.6 | 59.4 | 97.1 | 185.6 | 207.1 | 218.8 | 205.3 | 128.3 | 65.5 | 40.3 | 24.5 | 1309.8 |
| Источник: Метеорологическая ситуация в Китае. Китайский метеорологический информационный центр 2009-09-10 |      |      |      |      |       |       |       |       |       |      |      |      |        |

### Животный и растительный мир
Так как климат в Наньнине тропический, отличительной чертой города является биоразнообразие. Представлено много видов животных и более, чем 3,000 видов растений. Символ города (цветок) — китайская роза, и (дерево) — миндаль. Оба растения широко распространены и используются для озеленения города.

## История
Когда китайские земли были впервые в истории объединены в единую империю, то страна была разделена на округа-цзюнь (郡). В империи Цинь земли современного Наньнина оказались в составе округа Гуйлинь (桂林郡). После распада империи Цинь эти земли оказались в составе государства Намвьет. После завоевания Намвьета империей Хань эти земли вошли в состав созданного в 111 году до н. э. округа Юйлинь (郁林郡).
Во времена империи Цзинь из округа Юйлинь в 318 году был выделен округ Цзиньсин (晋兴郡), а в этих местах в составе округа Цзиньсин был образован уезд Цзиньсин (晋兴县). Во времена империи Суй уезд Цзиньсин был в 598 году переименован в Сюаньхуа (宣化县).
После смены империи Суй империей Тан на месте уезда Сюаньхуа в 621 году была образована Наньцзинская область (南晋州), а сам уезд Сюаньхуа был в следующем году разделён на 5 уездов, подчинённых Наньцзиньской области. В 632 году Наньцзинская область была переименована в Юнчжоускую область (邕州) — именно с той поры топоним «Юн» (邕) является синонимом для Наньнина. В 742 году Юнчжоуская область была переименована в Ланнинский округ (朗宁郡), но в 758 году Ланнинский округ вновь стал Юнчжоуской областью.
После монгольского завоевания и установления империи Юань Юнчжоуская область была в 1279 году преобразована в Юнчжоуский регион (邕州路), в состав которого вошли уезды Сюаньхуа и Уюань. В 1324 году Юнчжоуский регион был переименован в Наньнинский регион (南宁路) — так и появился топоним «Наньнин». После свержения власти монголов и образования империи Мин «регионы» были переименованы в «управы» — так появилась Наньнинская управа (南宁府), власти которой по-прежнему размещались в уезде Сюаньхуа.
В конце 1911 года произошла Синьхайская революция, приведшая к свержению монархии в Китае. В июле 1912 года уезд Сюаньхуа был расформирован, и Наньнин перешёл под прямое управление Гуансиского военного правительства. В октябре 1912 года Гуансиское военное правительство переехало из Гуйлиня в Наньнин, ставший столицей провинции Гуанси. В связи с проведённой в Китае реформой структуры административного деления, в ходе которой были упразднены управы, в июне 1913 года была расформирована Наньнинская управа и создан уезд Наньнин (南宁县). Так как оказалось, что в провинции Юньнань уже имеется уезд с таким названием, то в июне 1914 года уезд Наньнин был переименован в Юннин (邕宁县).
В июле 1929 года было создано правительство города Наньнин, существующее параллельно с органами власти уезда Юннин, однако уже в октябре того же года оно было расформировано, и опять остался только уезд Юннин. В 1931 году город Наньнин был официально создан вновь, а в 1934 году он был разделён на районы. В октябре 1936 года правительство провинции Гуанси вернулось из Наньнина в Гуйлинь.
Во время второй китайско-японской войны Наньнин был в 1940 году временно оккупирован японцами. Впоследствии Наньнин стал важной авиабазой США, которые поддерживали китайские армейские подразделения в Гуанси, но в период 1944-45 вновь подвергся японской оккупации.
На завершающем этапе гражданской войны гоминьдановское правительство провинции Гуанси в октябре 1949 года вновь перебралось из Гуйлиня в Наньнин. 4 декабря 1949 года в Наньнин вошли войска НОАК. 23 января 1950 года было создано Народное правительство Наньнина, он получил статус города провинциального подчинения и стал столицей провинции Гуанси. Провинция Гуанси была разделена на «специальные районы»; в частности, был создан Специальный район Наньнин (南宁专区), состоящий из 8 уездов. В 1951 году Специальный район Наньнин был расформирован, а входившие в его состав уезды были разделены между Специальным районом Биньян (宾阳专区), Специальным районом Чунцзо (崇左专区) и Специальным районом Ишань (宜山专区).
В декабре 1952 года в провинции Гуанси был создан Гуйси-Чжуанский автономный район (桂西壮族自治区), и Наньнин стал его столицей. В 1953 году Специальные районы Биньян и Чунцзо были объединены в Специальный район Юннин (邕宁专区), органы власти которого разместились также в Наньнине. В 1956 году Гуйси-Чжуанский автономный район был переименован в Гуйси-Чжуанский автономный округ (桂西僮族自治州). В 1958 году автономный округ был упразднён, а вся провинция Гуанси была преобразована в Гуанси-Чжуанский автономный район. Специальный район Юннин был в 1958 году расформирован, и был опять создан Специальный район Наньнин. В 1959 году город Наньнин также перешёл под юрисдикцию Специального района Наньнин, но в 1961 году вновь перешёл под прямое подчинение властям автономного района. 
В 1971 году Специальный район Наньнин был переименован в Округ Наньнин (南宁地区).
Постановлением Госсовета КНР от 8 октября 1983 года уезды Юннин и Умин были переданы из состава округа Наньнин под юрисдикцию властей города Наньнин.
Постановлением Госсовета КНР от 23 декабря 2002 года округ Наньнин был упразднён, а входившие в его состав уезды были распределены между городскими округами Наньнин и Чунцзо; в состав Наньнина перешли уезды Лунъань, Машань, Шанлинь, Биньян и Хэнсянь.
Постановлением Госсовета КНР от 15 сентября 2004 года районы Юнсинь и Чэнбэй были объединены в район Сясянтан, а на месте уезда Юннин (часть земель которого была передана в состав других городских районов) были созданы районы Юннин и Лянцин.
Постановлением Госсовета КНР от 16 февраля 2015 года уезд Умин был преобразован в район городского подчинения.

## Население
По состоянию на 2006 год, общая численность населения Наньнина составляла 6,48 млн человек, из которых 2,45 млн были признаны городскими жителями после урегулирования границ административных территорий и образований в рамках территории города. Наньнин является местом постоянного проживания компактных этнических групп чжуанов. В Наньнине насчитывается 35 из 55 зарегистрированных национальных меньшинств КНР, которые в основном проживают компактно. Кроме чжуанов представлены этнические группы яо, хуэй, мяо, дун и другие. Этнических конфликтов практически нет, так как большинство городского населения, представляющего национальные меньшинства, практически неотличимы от этнических китайцев.

## Административное деление
Наньнин разделён на 7 районов и 5 уездов:
| Карта                                                                                  | Карта    | Карта     | Карта          | Карта            | Карта         |
| -------------------------------------------------------------------------------------- | -------- | --------- | -------------- | ---------------- | ------------- |
| Синнин Цинсю Цзяннань Сисянтан Лянцин Юннин Умин Лунъань Машань Шанлинь Биньян Хэнсянь |          |           |                |                  |               |
| Статус                                                                                 | Название | Иероглифы | Пиньинь        | Население (2010) | Площадь (км²) |
| Район                                                                                  | Синнин   | 兴宁区    | Xīngníng qū    |                  |               |
| Район                                                                                  | Цинсю    | 青秀区    | Qīngxiù qū     |                  |               |
| Район                                                                                  | Цзяннань | 江南区    | Jiāngnán qū    |                  |               |
| Район                                                                                  | Сисянтан | 西乡塘区  | Xīxiāngtáng qū |                  |               |
| Район                                                                                  | Лянцин   | 良庆区    | Liángqìng qū   |                  |               |
| Район                                                                                  | Юннин    | 邕宁区    | Yōngníng qū    |                  |               |
| Район                                                                                  | Умин     | 武鸣区    | Wǔmíng qū      |                  |               |
| Уезд                                                                                   | Лунъань  | 隆安县    | Lóng'ān xiàn   |                  |               |
| Уезд                                                                                   | Машань   | 马山县    | Mǎshān xiàn    |                  |               |
| Уезд                                                                                   | Шанлинь  | 上林县    | Shànglín xiàn  |                  |               |
| Уезд                                                                                   | Биньян   | 宾阳县    | Bīnyáng xiàn   |                  |               |
| Уезд                                                                                   | Хэнсянь  | 横县      | Héng xiàn      |                  |               |

## Экономика

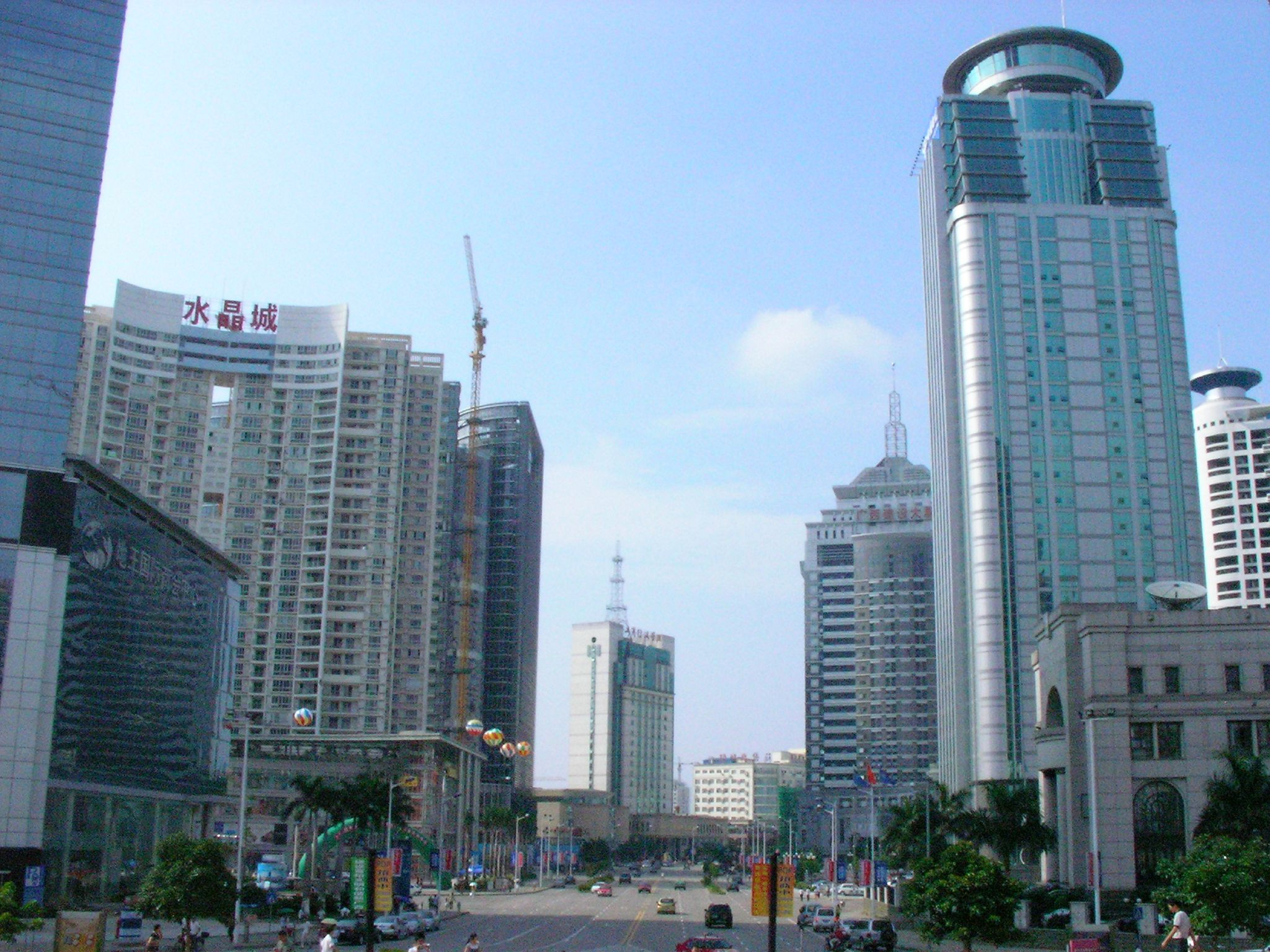
Улица в Наньнине

ВВП Наньнина на 2007 год составлял 106,3 млрд юаней, рост к предыдущему году составил 17,1 %. ВВП на душу населения составил ¥15,685 ($2,147), или 116 место среди 659 городов Китая. Экспорт в 2007 году составил 10 млрд долларов США. Иностранные инвестиции в основной капитал находились на уровне 34,3 млрд юаней. В Наньнине шесть зон развития и индустриальных парков, три из которых принесли городу около 6 млрд.юаней или более 8 % ВВП Наньнина.
Минеральные ресурсы представлены золотом, железом, магнезитом, алюминием, кварцем, серебром, индием, каменным углем, мрамором и гранитом. Всего в Наньнине встречается 1/3 всех полезных ископаемых Китая.
Растёт роль цифровой экономики, особенно сектора искусственного интеллекта. В 2022 году в Наньнине открылся Вычислительный центр искусственного интеллекта «Китай — АСЕАН».  
Важное значение имеет проведение международных выставок и конференций, таких так ЭКСПО Китай — АСЕАН.

### Индустриальные зоны
- Гуйлиньская зона развития высоких технологий в промышленности
- Наньлинская зона экономико-технологического развития
- Пилотная зона свободной торговли Гуанси[5]

### Строительство и недвижимость
В Наньнине ежегодно возводят большие объёмы офисной, жилой и торговой недвижимости. Самыми высокими зданиями города являются Башня China Resources (403 м), Логан-Сенчури-центр (390 м), Гуанси Файнэнс Плаза (321 м) и Цзючжоу Интернэшнл Тауэр (318 м).

### Сельское хозяйство
В сельских районах Наньнина выращивают рис, овощи и фрукты (в том числе виноград), разводят свиней и домашнюю птицу. В 2021 году добавленная стоимость сельского хозяйства Наньнина увеличилась на 7,9 % по сравнению с предыдущим годом и составила 60,676 млрд юаней.

## Туризм
Наньнин расположен недалеко от знаменитого Гуйлиня с его ландшафтами, известными по всему миру. Кроме того, северная и западная часть ГЧАР известны своими традиционными деревнями. На юге проходит граница с Вьетнамом.
В 1998 году только город посетило 26 260 зарубежных туристов, которые потратили 7,06 млн долларов (или 5,01 % от общих доходов города). Кроме того, город посетило 6,89 млн туристов из КНР, которые потратили 3,23 млрд юаней. (или 19,95 %).
Главные туристические достопримечательности Наньнина:
- Горы Цинсю (парк провинциального уровня)
- Музей Гуанси
- Гуансийский ботанический сад
- Природоохранный объект — лесной массив близ реки Лянфэнцзян
- Парк отдыха «Озеро Феникса»
- Центр реликтов национальных культур
- Зоопарк на западной окраине города
- Парк золотого ароматного чая
- Руины Куньлуньгуана
- Древний город Янмэй
- Горячий источник Лин
- Парк Минсю
- Гора Дамин
- Руины Бэйцю горы Диншишань (одной из 10 Великих географических открытий Китая 1997 года)

## Транспорт

### Авиационный

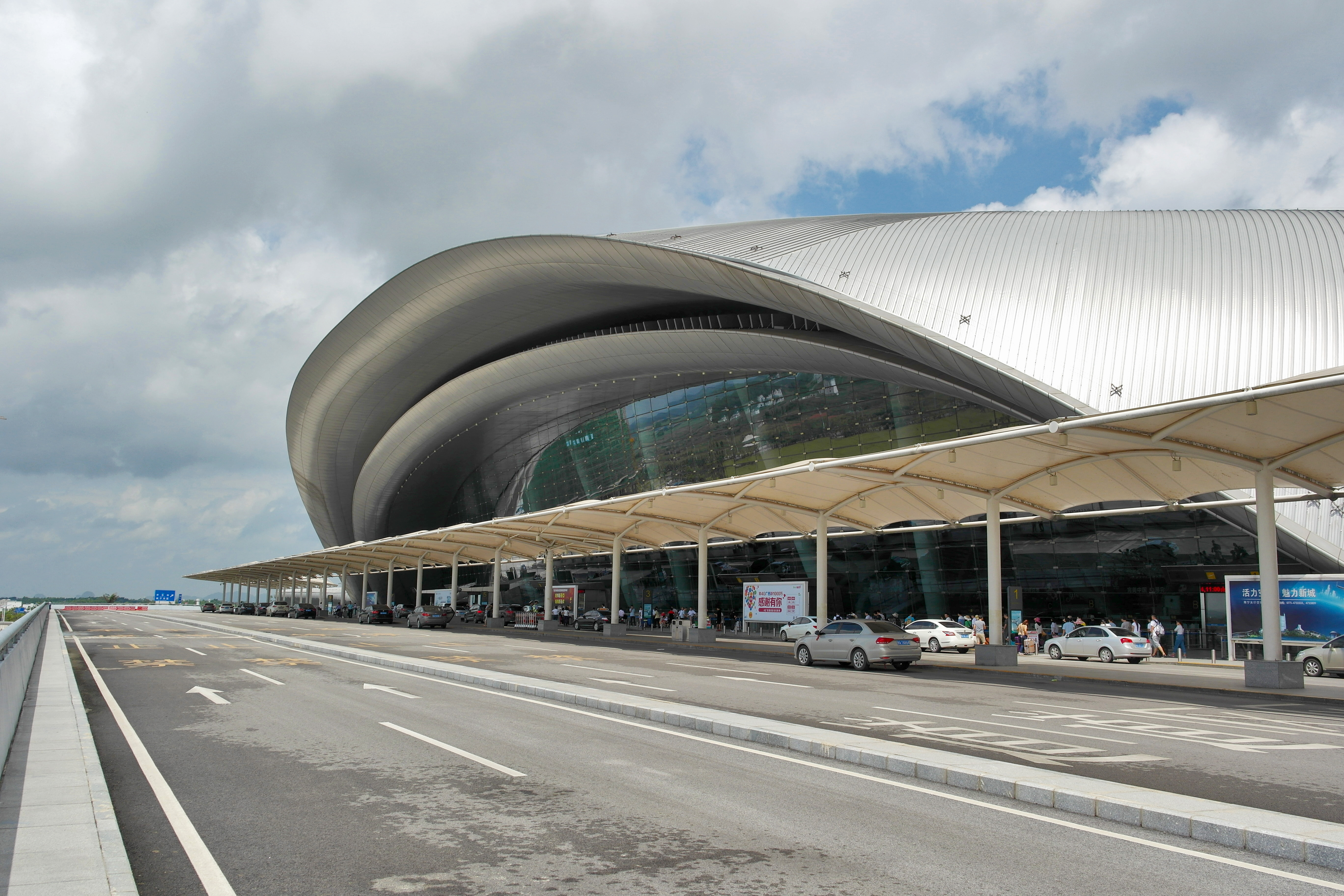
Аэропорт Усюй

Городской аэропорт Усюй находится примерно в 30 км от центра города. Является 26-м аэропортом Китая по числу пассажиров (10,4 млн чел. в 2015).

### Железнодорожный
В 1997 году была введена в эксплуатацию железная дорога Наньнин — Куньмин. С 28 июня 2016 года в городе работает метрополитен. В 2023 году введена в эксплуатацию 482-километровая высокоскоростная железная дорога Наньнин — Гуйян. Строится высокоскоростная железная дорога Наньнин — Юйлинь (часть высокоскоростной железной дороги Наньнин — Шэньчжэнь).
Важное значение имеют грузовые перевозки между Наньнином (Наньнинский международный железнодорожный порт) и Вьентьяном, Ташкентом и другими зарубежными городами.

## Культура
Наньнин является технологическим, образовательным, культурным и медицинским центром ГЧАР. Всего в городе насчитывается 54 научно-исследовательских института, которые относятся к разным уездам. Подготовку специалистов осуществляют 10 колледжей и 50 бизнес-школ. 
В городе имеется 62 организации, занимающиеся культурно-массовыми мероприятиями, 13 театральных трупп, 8 кинотеатров, 285 клубов по интересам, более 70 клубов караоке и более 1000 газетных киосков. Книжные магазины и ярмарки можно встретить повсеместно.

### Кухня
В Наньнине можно встретить не только собственную кухню, но также кухни из других частей Китая, а также из-за рубежа. Традиционную культуру принятия пищи можно встретить практически на любой улице города. Частично кухня города Наньнина похожа на кантонскую кухню и блюда Юго-восточной Азии. В Наньнине китайская кухня представлена кантонской, сычуаньской, хунаньской кухнями и кухней провинции Цзянсу. Кроме того, встречаются японская, тайская и европейская кухни.
Большой популярностью среди местного населения пользуется рисовая лапша. Наиболее известная — лапша Лао Ю, хотя существуют и другие разновидности, например, гуйлиньская рисовая лапша, а также различная лапша домашнего приготовления.

## Образование
- Гуансийский университет (广西大学) (основан в 1928 году)
- Гуансийский университет национальностей (广西民族大学)
- Гуансийский медицинский университет (广西医科大学)
- Гуансийский университет традиционной китайской медицины (广西中医学院)
- Гуансийский педагогический колледж (广西师范学院) (основан в 1953 году)
- Гуансийский колледж искусств (广西艺术学院)
- Гуансийский колледж экономики и финансов (广西财经学院)
- Гуансийский образовательный колледж (广西教育学院)

В список не включены академические заведения, в которых нет программ подготовки бакалавров и выше.

## Спорт
В 2010 году прошёл чемпионат мира по полумарафону.

## Города-побратимы
- Бундаберг, штат Квинсленд, Австралия (1998 год)
- Прово, штат Юта, Соединённые Штаты Америки (2000 год)
- Клагенфурт-ам-Вёртерзее, федеральная земля Каринтия, Австрия (2001 год)
- Амфоэ Муанг, провинция Хон Каен, Таиланд (2001 год)
- Давао, Филиппины (2006 год)
- Ипох, Малайзия
- Янгон, Мьянма (2009 год)